# Peter W. Barlow
Pour les articles homonymes, voir Barlow.
Peter Barlow (1er février 1809 - 19 mai 1885) fut un ingénieur anglais né à Woolwich. Il est surtout connu pour la construction de ponts comme le Lambeth Bridge au-dessus de la Tamise ou encore le creusement de tunnels (une de ses inventions pour creuser des tunnels fut brevetée). C'est la recherche de piles adaptés au Lambeth Bridge qui lui a permis de développer son tunnelier utilisé pour le percement du Tower Subway en 1870.
Il est le fils d'un ingénieur et mathématicien (Peter Barlow) qui était professeur à la Royal Military Academy de Woolwich. Son frère William-Henry Barlow fut ingénieur ferroviaire.